# Waltersdorf (Thüringen)
Waltersdorf ist eine Gemeinde im Süden des thüringischen Saale-Holzland-Kreises und Teil der Verwaltungsgemeinschaft Hügelland/Täler.

## Geographie

### Lage
Der Ort befindet sich in waldreicher Umgebung rund drei Kilometer südlich der Stadt Stadtroda und etwa 20 Kilometer (Luftlinie) südwestlich der Kreisstadt Eisenberg.

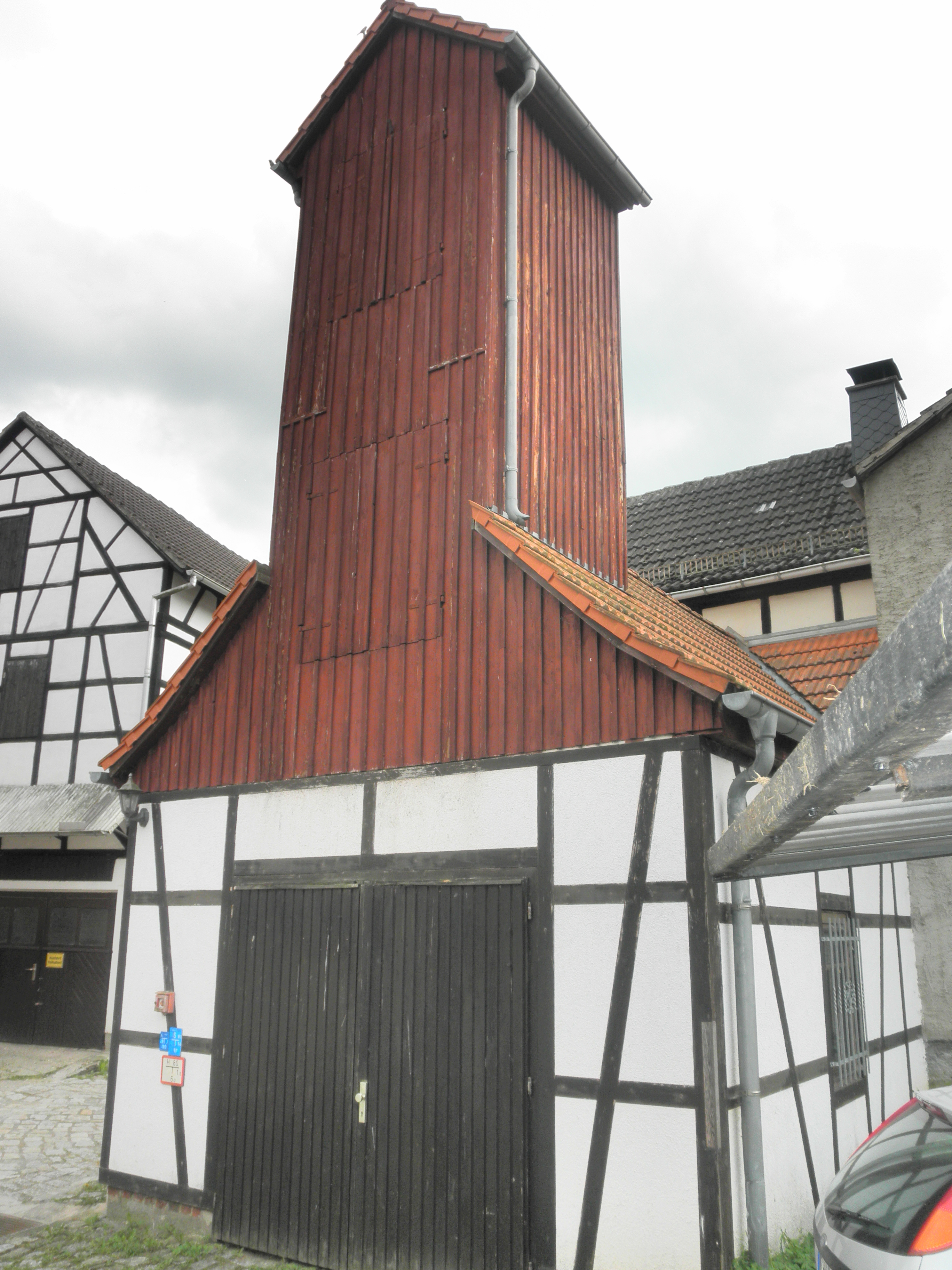
Feuerwehrhäuschen

### Nachbargemeinden
An den Ort grenzen im Uhrzeigersinn Tröbnitz, Tissa, Lippersdorf-Erdmannsdorf, Rattelsdorf, Meusebach und Geisenhain.

### Gewässer
Waltersdorf befindet sich im Tal der Roda.

### Berge
Höchste Erhebungen ist der einen Kilometer südlich des Dorfes gelegene Sommerberg (359,5 m ü. NN).

## Geschichte
Die urkundliche Ersterwähnung von 1288 ist noch zu klären. Das Datum vom 7. September 1358 ist amtlich.